# Karabin maszynowy St Etienne Mle 1907
Karabin maszynowy St Etienne Mle 1907 (fr. Mitrailleuse St Etienne Mle 1907) – francuski ciężki karabin maszynowy.

## Historia konstrukcji

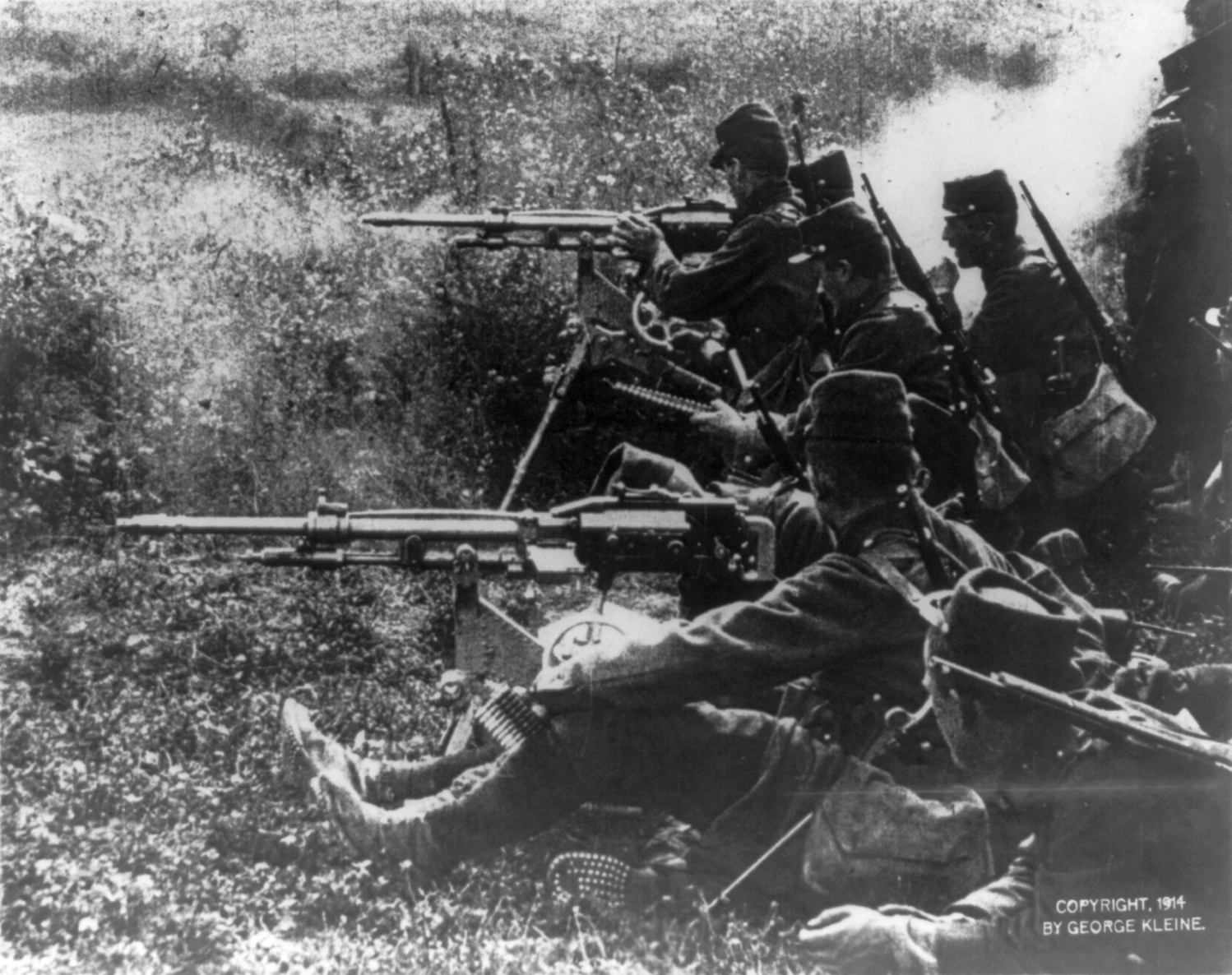
Francuscy żołnierze z dwoma karabinami St. Étienne Mle 1907.

Na początku XX wieku większość armii europejskich dysponowała niewielką ilością karabinów maszynowych, które były wtedy traktowane jako broń eksperymentalna. Najczęściej kupowane były produkowane w Wielkiej Brytanii karabiny maszynowe Maxima. Do nielicznych krajów, które nie zakupiły ckm-ów w fabryce Maxima należała Francja. W tym czasie armia francuska walczyła głównie w północnej Afryce, gdzie woda niezbędna do chłodzenia lufy w ckm-ie Maxima była trudno dostępna.
Rozwiązaniem był karabin maszynowy z lufą chłodzoną powietrzem. Taka konstrukcja powstała w latach 90. XIX wieku w firmie Hotchkiss (założonej przez Benjamina Hotchkissa). Skonstruowany w tej firmie karabin maszynowy początkowo nie wzbudził większego zainteresowania armii francuskiej. Przełomem była wojna rosyjsko-japońska, w czasie której z dużym powodzeniem ckm-u Hotchkiss użyła armia japońska. Jednak rząd francuski uznał, że lepszym wyjściem niż kupno broni w prywatnej firmie Hotchkissa będzie skonstruowanie wzorowanego na nim karabinu maszynowego w rządowym arsenale w Saint-Étienne.
Prace nad nowym karabinem zakończono w 1907 roku i w tym samym roku wprowadzono go do uzbrojenia jako Mitrailleuse Mle 1907. Podobnie jak w przypadku innych prób skopiowania opatentowanej konstrukcji karabin maszynowy Mle 1907 okazał się jedną z najgorszych konstrukcji broni maszynowej. Konieczność ominięcia zastrzeżeń patentowych Hotchkissa spowodowała znaczne skomplikowanie konstrukcji. Dodatkowo konstruktorzy z Saint-Étienne wyposażyli karabin maszynowy Mle 1907 w skomplikowany mechanizm służący do regulowania szybkostrzelności (w praktyce całkowicie nieprzydatny, a będący dodatkowym źródłem zacięć).
Eksploatacja Mle 1907 szybko wykazała wszystkie braki tej konstrukcji, a po wybuchu I wojny światowej armia potrzebowała broni niezawodnej i łatwej w produkcji. W efekcie w 1914 roku podjęto decyzję o wprowadzeniu do uzbrojenia nowej wersji ckm-u Hotchkissa oznaczonej jako Mitrailleuse Mle 14.
Początkowo oba cekaemy były produkowane i eksploatowane równocześnie. Próbowano nawet modernizować Mle 1907, dostosowując go do zasilania z taśmy giętkiej o pojemności 250 naboi, ale okazało się, że zwiększenie szybkostrzelności praktycznej skutkuje przegrzaniem broni i powrócono do zasilania taśmą sztywną o pojemności 24 lub 30 naboi.
Wraz ze zwiększaniem produkcji ckm-u Mle 14 produkcję Mle 1907 ograniczano. Po roku 1916 wycofano Mitrailleuse Mle 1907 z uzbrojenia armii francuskiej. Wycofane z uzbrojenia ckm-y przekazano armii włoskiej, która wycofała je z uzbrojenia zaraz po zakończeniu wojny w 1918 roku.